# Trouble de stress post-traumatique
Ne doit pas être confondu avec Trouble de stress post-traumatique complexe ou Névrose traumatique.
 Mise en garde médicale
Le trouble de stress post-traumatique (ou TSPT) désigne un type de trouble anxieux sévère résultant d'un traumatisme psychique qui se manifeste, chez un individu, à la suite d'une expérience impliquant une confrontation directe et personnelle à la mort potentielle, que ce soit sa propre mort ou celle d'autres personnes,,.
Cette affection est aussi connue sous le nom de syndrome de stress post-traumatique (SSPT) ou état de stress post-traumatique (ESPT) dans la classification CIM10 (F43.1). Le TSPT y est défini comme « une réaction prolongée à un événement traumatique exceptionnellement menaçant ou catastrophique. Les symptômes incluent des reviviscences de l'événement, des cauchemars, et une détresse intense lorsqu'exposé à des rappels de l'événement ». La CIM-11 a introduit le concept de TSPT complexe, caractérisé par des troubles du soi (« difficultés persistantes dans la régulation des émotions, des croyances négatives sur soi-même, et des problèmes relationnels »). L'abréviation anglaise PTSD (pour post-traumatic stress disorder) est parfois également utilisée.
Le trouble de stress post-traumatique est une réaction bio-neuro-physiologique consécutive à une situation durant laquelle l'intégrité physique ou psychologique du patient, ou celle de son entourage, a été menacée ou effectivement atteinte (notamment en cas de torture, viol, accident grave, mort violente, maltraitance, négligence de soins de la petite enfance, manipulation, agression, maladie grave, naissance, guerre, attentat, accouchement). Les capacités d'adaptation (comment faire face) du sujet sont débordées. La réaction immédiate à l'événement aura été traduite par une peur intense (effroi), par un sentiment d'impuissance ou par un sentiment d'horreur. La réaction sociale de l'entourage après un tel évènement est également un facteur important, susceptible de provoquer ou empêcher l'apparition d'un TSPT.
Le TSPT est moins fréquent que la réponse aiguë au stress.

## Historique
Des symptômes de pathologies traumatiques ont été décrits depuis très longtemps, souvent en lien avec la guerre. On en trouve ainsi traces dans l'Épopée de Gilgamesh, chez Homère et Hérodote, jusqu'à Dominique Larrey,.
Pourtant, ce n'est que vers la fin du XIXe siècle en Allemagne et en France que quelques médecins ont identifié le TSPT. Alors que la psychiatrie construisait le diagnostic de TSPT en tant que trouble spécifique, la psychanalyse a pris le contrepied en opposant aux diagnostics médicaux des notions pseudo-scientifiques entravant l'accès aux soins des patients[réf. nécessaire].

### Création du concept de «névrose traumatique»
Le neurologue allemand Hermann Oppenheim (1889) semble avoir été le premier à utiliser le terme de « névrose traumatique » pour décrire la symptomatologie présentée par des accidentés de la construction du chemin de fer. L'expression « trouble de stress post-traumatique » (TSPT) a ensuite été attribuée à toute une gamme de symptômes et désordres résultant d'accidents industriels ou technologiques. Avec les deux guerres mondiales qui ont marqué le siècle dernier, la psychiatrie militaire s'est à son tour emparée de l'expression, puis, les pacifistes et les féministes des années 1960 et 1970 en ont élargi la signification pour y inclure les problèmes engendrés par les violences familiales, sexuelles et sociale.
Herman Oppenheim a proposé le terme de « névrose traumatique » pour désigner les problèmes fonctionnels occasionnés par de subtils changements moléculaires dans le système nerveux central. L'apparition fréquente de symptômes cardiovasculaires chez les personnes traumatisées à la suite d'accidents de travail puis chez des soldats sur la ligne de feu a amorcé une longue tradition d'association des troubles du stress post-traumatique avec la « névrose cardiaque » (cardiac neurosis). La liste des dénominations peut se lire comme ceci : « cœur irritable » (irritable heart) et « cœur de soldat » (soldiers heart) chez Myers (1870) et Da Costa (1871) selon l'antique représentation symbolique des émotions et des sentiments par le cœur où se confondent le cœur-symbole et le cœur-organe. Les appellations différentes se poursuivent avec une « action désordonnée du cœur » (disorderly action of the heart) et une « asthénie neurocirculatoire » (neurocirculatory asthenia), selon Merskey (1991, cité par Van der Kolk).
À l’époque de la construction des chemins de fer, Charcot avait remarqué de semblables symptômes chez ses patients et patientes à l'hôpital la Salpêtrière de Paris. Il se consacra, ainsi que Pierre Janet et Sigmund Freud, à l'étude de la « névrose hystérique ». Charcot fut le premier à décrire les problèmes de suggestibilité et les crises mémorables de dissociation résultant des expériences insoutenables subies par ses patients. Pendant que Charcot poussait Janet à étudier la nature de la dissociation et les souvenirs traumatiques, deux autres de ses disciples, Gilles de la Tourette et Joseph Babinski, se sont concentrés sur la suggestibilité hystérique. Lorsque Babinski prit la direction de l'hôpital de la Salpêtrière à la suite de Charcot, un revirement se produisit avec le rejet de la thèse défendue par Charcot de l'origine organique de l'hystérie. Babinski insista plutôt sur le rôle de la simulation et de la suggestibilité dans l'étiologie de l'hystérie. L'intérêt porté à la notion de trauma va s'accroître au cours de la Première Guerre mondiale qui fit des millions de victimes civiles et militaires. La psychiatrie militaire s'intéressa d'abord au « choc des tranchées » (Shellshock) (Myers, 1940 ; Southard, 1919) causé par la terreur des bombardements d'artillerie et l'horreur de la boucherie des corps disloqués ou de la « névrose de guerre » (Grinker et Spiegel, 1943, 1945 ; Mott, 1919) ou à la « traumatophobie » (littéralement « peur des blessures », Hado, 1942) que l'on invoque pour justifier des condamnations et des exécutions pour « couardise en face de l'ennemi ». Dans son roman Mrs Dalloway, publié en 1925, Virginia Woolf traite des troubles de stress post-traumatique dont est victime Septimus Smith après son retour de la Première Guerre mondiale.

### Expansion avec les victimes de guerre
Durant la Première Guerre mondiale, les Anglais et les Français font simplement passer au peloton d'exécution les terrorisés en tant que « lâches » et « mutins », comme dans l'Affaire des caporaux de Souain. Pendant la Seconde Guerre mondiale, le général George Patton a giflé un soldat terrorisé en le traitant de lâche avant d'être obligé de lui présenter des excuses au cours d'une cérémonie publique.[réf. souhaitée]

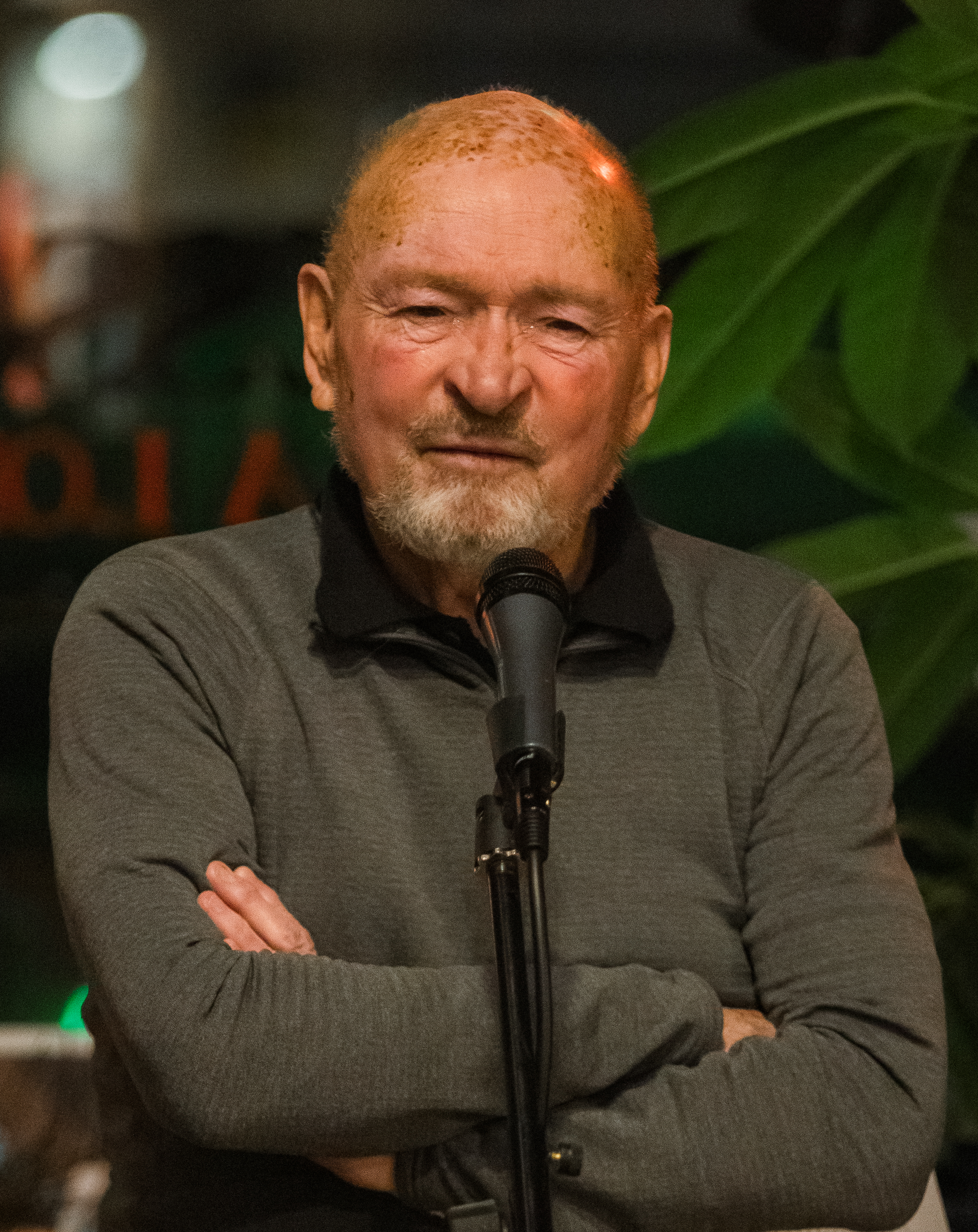
Dans son livre Une guerre dans la tête, Doug Peacock raconte son trouble de stress post-traumatique causé par la guerre du Viêt Nam.

Les premiers psychanalystes sont porteurs d'un apport fécond à la connaissance des névroses traumatiques. Freud mesure les effets de cette affection chez un membre de sa famille. Il appréhende cette pathologie dans ses écrits de guerre et d’après guerre. Plusieurs de ses disciples vont occuper des postes de médecin militaire. Karl Abraham, parent d'Oppenheim, peut par son activité auprès de soldats souffrant de traumatismes physiques enrichir sa compréhension des traumatismes psychiques. Devenu psychiatre, il utilise dans sa pratique une sorte de « psychanalyse simplifiée ». À la fin de la guerre, il a la direction à Allenstein d’un service psychiatrique d’orientation psychanalytique. Ernst Simmel utilise une thérapeutique à l’origine de la psychanalyse, la technique cathartique et obtient avec elle des succès. Sándor Ferenczi montre que la psychiatrie qui s’opposa à la psychanalyse, va durant la guerre, en utilisant sa terminologie, s’en rapprocher. Ernest Jones qui, lui, n’est pas mobilisé donc n’est pas soumis à des obligations hiérarchiques peut poursuivre des psychanalyses avec des soldats choqués en demandant des délais aux autorités. Il insiste sur le conflit psychique et se rapproche des formulations d’Abraham. Il faut noter par ailleurs que Victor Tausk comme psychiatre s'intéresse aux psychoses de guerre, à la différence des autres psychanalystes tournés vers les névroses de guerre. Enfin Helene Deutsch étudie l’incidence symptomatologique de la guerre sur les femmes à partir d’un service dont elle a la charge à la clinique de Julius Wagner-Jauregg. À ce titre elle va s'occuper d'une légionnaire polonaise (Tréhel, 2013a), Magnus Hirschfeld rencontre lui aussi en consultation une femme soldat (Tréhel, 2013c). À la même époque, Sigmund Freud s’appuie sur un cas semblable de femme (Tréhel, G. 2015). Georg Groddeck réalise des traitements psychanalytiques avec des soldats souffrant d'affections organiques de guerre, l'un de ses cas souffrant d'une maladie chronique peut être identifié. Notons aussi que Theodor Reik qui est mobilisé pendant la guerre s'intéresse à l'effroi et articule cette notion à la névrose traumatique. Dans leurs publications, Alfred Maury, Sigmund Freud puis Theodor Reik décrivent des facettes différentes du rêve de la guillotine, Reik le rapporte à un rêve de névrose traumatique. Très tôt les pratiques de soins de la névrose traumatique font débat entre soignants (Sigmund Freud / Julius Wagner-Jauregg) et politiques (Julius Tandler / Arnold Durig). En Allemagne, à la guerre succède le chaos de la révolution. Ernst Simmel s'intéresse à ces mouvements de masses, composées en partie par des soldats désœuvrés, dans un texte remarqué si bien que le ministère envisage de créer une chaire de psychanalyse à l’Université (Tréhel, G., 2016). Simmel, Paul Federn et Sigmund Freud, trois médecins psychanalystes publient dans une même période, entre 1919 et 1921, des contributions sur les mouvements révolutionnaires d'après guerre en montrant les phénomènes psychiques en jeu. Fin 1919, Simmel fait une communication devant les professionnels de caisses d’assurance maladie pour les sensibiliser aux pathologies des névroses dues à la guerre, les conséquences peuvent en être lourdes et aller jusqu’à invalider les capacités de travail de ces hommes (Tréhel, G., 2018).
Avec la psychiatrie militaire, les études sur le traumatisme psychologique étaient d'abord centrées sur les hommes. Burgess et Holstrom, de l'hôpital Boston City View, ont décrit le « syndrome du traumatisme de viol » (rape trauma syndrom) faisant remarquer la similarité des cauchemars et du surgissement inopiné d'images terrifiantes chez les femmes victimes de viol et les anciens combattants qui souffrent de névroses traumatiques de guerre. À la même époque, Kempes (1978) entreprenait ses travaux sur les enfants battus et ses recherches systématiques sur les effets de la violence familiale. Aux États-Unis à la même époque, Horowitz (1978) proposait un modèle du syndrome de la réponse au stress (en anglais : stress response syndrom) fondé sur des expériences de psychothérapie avec des victimes d’événements ayant mis leur vie en danger. Horowitz s'est inspiré du traumatisme à deux temps de Freud, dans sa théorie de la séduction proposée et abandonnée par lui-même, pour définir les réponses en deux phases (biphasic responses). Terr (1979, 1983) a mis l'accent sur le développement des effets du trauma dans le fonctionnement psychologique chez les enfants enlevés dans un autobus scolaire à Chowchilla en Californie. Kristal (1978) a mis en évidence les effets du trauma dans la capacité à verbaliser les expériences intimes, dans la somatisation et dans la fonction symbolique. L'influence, aux États-Unis, des pacifistes et des féministes a poussé à faire reconnaître les traumatismes résultant des violences civiles, familiales et sexuelles et a contribué à faire progresser les recherches dans ce domaine pour aboutir à une description rigoureuse et précise du TSPT (trouble de stress post-traumatique).
En 1980, sous l'impulsion d’un groupe de vétérans de la guerre du Viêtnam, appuyés par les psychanalystes Robert Jay Lifton et Chaim Shatan, l'American Psychiatric Association (APA) a été incitée à reconnaître officiellement un nouveau diagnostic : le syndrome de stress post-traumatique (SSPT). Il a été inscrit la même année dans le Diagnosis and Statistical Manual of Mental Disorder, 3e édition de l'American Psychiatric Association et en 1992 à la Classification internationale des maladies (CIM), 10e édition de l'Organisation mondiale de la santé.

## Prévalence
Dans le monde plus de 70 % des adultes vivent ou ont vécu un événement traumatisant au cours de leur vie. Un certain nombre (jusqu'à 12 % de la population de certains pays en difficulté) souffrent de stress post-traumatique.

## Diagnostic

### Classification
Le trouble de stress post-traumatique est catégorisé en tant que trouble anxieux dans le DSM-5. Les symptômes caractéristiques apparaissent après un événement traumatique. Dans ce cas, l'individu souffrant de TSPT évite systématiquement tout événement ou discussions menant à ses émotions. Malgré ces stratégies, l'événement revient sans cesse dans les pensées de l'individu en flashback ou en rêve (cauchemar). Les symptômes caractéristiques sont considérés sévères moins de trois mois après l'événement déclencheur et chroniques si persistants au bout de trois mois et plus.
Le TSPT est différent de la réaction aiguë au stress. Il peut entraîner une altération clinique dans des domaines importants de fonctionnement,,.
Selon une étude récente, une intelligence artificielle peut limiter les biais d'interprétation des entretiens, et aider à diagnostiquer un état de SPT chez des soldats vétérans rien que par l'analyse de leur voix (89 % de taux de succès).

### Symptômes persistants
Le patient souffrant d'un TSPT se plaint d'un sentiment de désespoir ou d'horreur associés à une triade de symptômes persistants :
- intrusion : l'individu revit l’événement traumatisant. Il ne s’agit pas seulement de vagues réminiscences, mais d’incapacité à empêcher ces souvenirs de revenir le hanter. Certains parlent même de reviviscence pour dire à quel point il s’agit davantage de véritables flashbacks envahissants que de simples souvenirs. En effet, l'angoisse ressentie lors de l'expérience traumatisante peut être de nouveau éprouvée au moment du souvenir. Les cauchemars sont une autre manifestation de ce type de symptôme ;
- évitement : l’individu tente d’éviter les situations et les facteurs déclencheurs qui pourraient lui rappeler l’événement traumatisant. Il aura aussi tendance à éviter d’en parler pour éviter d’y être confronté directement. Cela peut conduire jusqu'à une amnésie partielle ou totale de l'événement. Un autre aspect de l’évitement est l’émoussement des émotions qui peut aller jusqu’à une insensibilité émotive. L'individu perd intérêt dans des activités qui autrefois le passionnaient, se replie sur lui-même et fuit ses proches. Il peut également avoir des difficultés de communication, qui se manifestent notamment par une difficulté à s'exprimer correctement, le fait d'utiliser des mots inexacts et imprécis lorsqu'il parle (notamment lorsqu'il s'agit d'évoquer l'événement traumatisant), et avoir de graves difficultés relationnelles et être incompris par son entourage à cause de cela. Lorsque les facultés mentales, relationnelles ou verbales sont fortement entravées par ces réflexes d'évitement, on parle d'état dissociatif. Ces comportements d'évitement sont des réflexes qui sont indépendants de la volonté du patient, ils présentent de nombreux points communs avec les symptômes négatifs observés dans la schizophrénie ;
- hyperstimulation : le patient souffre de plusieurs symptômes d’hypervigilance et a par conséquent de la difficulté à se concentrer et à mener à terme ses activités. Il peut avoir notamment de l’insomnie, de la nervosité, une tendance à s'effrayer facilement, une impression constante de danger ou de désastre imminent, une grande irritabilité ou même un comportement violent. Chez les enfants, un comportement désorganisé ou agité peut être perçu. Un sentiment intense de détresse psychique peut survenir lorsque l'individu est exposé à des éléments qui évoquent l'événement traumatisant.

### Évitements et retrait
L'évitement de tout ce qui rappelle l'événement traumatique est la principale réponse à un traumatisme psychologique. Alors, éviter d'y penser devient un impératif chez des sujets traumatisés (Newman et al. 1996). Le Manuel diagnostique et statistique des troubles mentaux (DSM-IV) dresse une liste de différents types d'évitement, comme les activités, les conversations, les personnes, les endroits et les réminiscences reliées à l'événement traumatique. Tous ces types d'évitement servent à protéger le sujet du contact avec tout ce qui peut lui rappeler le drame. Ce qui signifie qu'après avoir vécu l'événement traumatique, le sujet devient très sensible à tout ce qui peut lui rappeler cette expérience dramatique. Les indices de cette expérience dramatique peuvent avoir une double signification : le rappel de la souffrance lors de l'événement traumatique et le danger imminent d'un recommencement du drame. Pour Carlson, l'évitement post-traumatique peut se manifester sur les plans affectif, cognitif, comportemental et physiologique.
- Évitement affectif : à la suite d'un traumatisme psychologique, habituellement, le sujet présente une indifférence émotionnelle qui se manifeste sous la forme d’un détachement vis-à-vis d'autrui et de tentatives d’évacuer les émotions et sentiments[29]. L'évitement des émotions fortes protège le sujet d'une poussée émotive associée au drame. Un sujet peut éviter une situation où peuvent se présenter de fortes émotions, comme les disputes, les films d'horreur. L'évitement affectif peut prendre la forme d'isolement des affects et d'isolement social[29].
- Évitement comportemental : comme toutes les autres formes d'évitement, l'évitement comportemental consiste à s'éloigner de tout ce qui peut rappeler le drame, comme les conduites, les personnes, les endroits et les situations associées au drame. Cet évitement comportemental peut être intentionnel, mais le plus souvent il est involontaire.
- Évitement physiologique : l’évitement physiologique est une sorte d'anesthésie des sensations ou indifférence sensorielle. Les traumatisés rapportent avoir une atténuation des sensations de plaisir ou de douleur. L'évitement physiologique s'observe également dans l’annulation ou l’atténuation des sensations liées à l'expérience du traumatisme chronique (Herman, 1992). Les recherches cliniques menées auprès des sujets ont relevé, à la fois, la reviviscence et l'évitement des symptômes après des événements traumatiques singuliers (Fletcher, 1996 ; Nader, 1996 ; Putnam, 1996). Pynoos et al. (1996) font remarquer l'extrême complexité des réponses post-traumatiques chez les sujets. Ils soulignent aussi la nécessité d’une approche développementale pour comprendre ces réponses post-traumatiques. Tandis que le TSPT s'observe chez des personnes à la suite de toutes sortes d'événements traumatiques, la recherche clinique a montré qu'un TSPT complet et caractérisé se rencontre moins souvent chez des enfants que chez des adultes après un désastre (McNally, 1993 ; Ribbe, Lipovski et Freedy, 1995, cités par Carlson 1997)[29]. Par contre, les enfants sont plus sensibles que les adultes aux violences interpersonnelles. Ces réminiscences véhiculent un vécu renouvelé de terreur d'une façon tellement réaliste que naît le sentiment de la répétition imminente du drame.
- La peur d'avoir peur : elle peut conduire un sujet à éviter un nombre de plus en plus grand d’activités de façon à éviter des émotions, des sentiments et des souvenirs. Plutôt que d'aller de l'avant dans son développement, le sujet semble rester immobile sur place, évitant les risques normaux de l'aventure du développement et de la croissance (Pynoos et al. 1996). En mettant de tels efforts pour se protéger, il n’en reste plus beaucoup pour le travail, le jeu et tout ce qui fait la vie d'une personne. Les sujets évitent tout ce qui remet en mémoire ce qu'ils veulent oublier. L'évitement peut également, parfois, prendre la forme d’une agressivité nécessaire ou d’un attrait pour des activités risquées et dangereuses ou le retrait extrême.

### Formes particulières
Le trouble de stress post-traumatique complexe est une forme particulière de TSPT qui survient lorsque l'individu a été exposé à des violences physiques, verbales ou psychologiques répétées au cours desquelles il n'a pas eu la possibilité de se défendre. Il se manifeste par les symptômes suivants :
- une altération de la régulation des émotions, avec une impulsivité marquée et des comportements s'avérant nuisibles pour la personne elle-même ;
- des perturbations de l’attention ou de la conscience, pouvant entraîner des épisodes dissociatifs au cours desquels l'esprit est déconnecté : le patient a l'impression de ne plus exister, d'être comme mort (dépersonnalisation) ou ne parvient plus à s'intéresser au monde qui l'entoure (déréalisation) ;
- une altération de la perception de soi, avec des sentiments permanents de honte ou de culpabilité, et un sentiment de vide ;
- une altération de la perception de l’agresseur, qui peut être par exemple idéalisé. Par exemple, le patient se plie à contre-cœur au système de croyances et aux rationalisations de son ou de ses agresseur(s) et n'ose pas s'y opposer, sous peine de ressentir de la culpabilité ou de la honte. Il peut également éprouver une gratitude paradoxale envers son agresseur avec le syndrome de Stockholm) ;
- des relations interpersonnelles perturbées, avec une incapacité à faire confiance ou à avoir une relation intime avec autrui ;
- des altérations cognitives avec une perte d’espoir.

### Comorbidités
Ces troubles s’accompagnent parfois de :
- dépression ;
- de dépendance alcoolique ou aux stupéfiant ;
- d'idées suicidaires ;
- dans le très grand âge, il peut se combiner avec une démence de type Alzheimer[30],[31];
- trouble de la personnalité ;
- trouble des conduites alimentaires.

### Échelle diagnostic et de surveillance
Le CAPS, pour clinician-administered PTSD scale (échelle clinique du TSPT), est une échelle clinique permettant le diagnostic et l'évaluation de la sévérité du trouble de stress post-traumatique (TSPT). Depuis sa mise au point en 1990, cette échelle est devenue un critère de mesure couramment utilisée dans le domaine du stress post-traumatique et a été utilisé dans plus de 200 études. Cette échelle aurait une excellente fiabilité, utile au diagnostic, et une bonne sensibilité au changement clinique.

## Facteurs de risque

### Exposition à un facteur traumatique (élément nécessaire)
Le trouble de stress post-traumatique semblerait être causé par l'expérience d'un ou de plusieurs types d'événements traumatisants. Il peut survenir chez des individus sans antécédents,.
Les individus considérés à risque incluent les militaires, les victimes de catastrophes naturelles, les survivants aux camps de concentration et les victimes de crimes violents. Certains individus font l'expérience de la « culpabilité du survivant » lorsqu'ils réussissent à survivre tandis que d'autres autour d'eux sont morts. Les causes d'un tel traumatisme peuvent survenir lorsqu'un individu subit ou se retrouve témoin d'un événement stressant impliquant la mort, un très sérieux danger ou des menaces similaires contre soi ou les autres dans une situation durant laquelle il fait l'expérience d'une importante crainte ou impuissance. Des individus employés dans des métiers avec violence (comme les soldats) ou les situations d'urgence (comme les services d'urgences médicales) sont également à risque.
Les enfants et adultes peuvent développer des symptômes de TSPT après avoir été victimes de bizutage ou d'agression,.
15 à 75 %, selon les études, des personnes prostituées au sein de trafics humains présentent un état de stress post-traumatique.
Selon le professeur Jean-Michel Constantin, anesthésiste-réanimateur à l'hôpital de la Pitié-Salpêtrière, à Paris, après la fin de leur traitement, les malades ayant été intubés lors de l'épidémie de COVID 19 subissent un stress post-traumatique.

### Violence familiale
Un traumatisme vécu à la suite de violences familiales peut prédisposer un individu à développer des symptômes du TSPT. Approximativement 25 % des enfants exposés à ces violences développent un TSPT, selon une étude portant sur 337 élèves d'écoles. Une recherche préliminaire suggère qu'un abus sur mineur peut interagir avec le stress et augmenter le risque de développer un TSPT à l'âge adulte, selon une étude menée avec 900 élèves d'école,,. Cependant, être exposé à un événement traumatisant n'indique pas forcément un éventuel développement d'un TSPT. Des intrusions de mémoire comme les flashbacks et les souvenirs, contribuent autant aux dimensions psychologiques et biologiques du TSPT que l'événement en lui-même. Les individus souffrant de TSPT font l'expérience de pensées intrusives liées à l'événement traumatisant. Ces épisodes aggravent et maintiennent les symptômes du TSPT, car les patients revivent en boucle leur traumatisme.

### TSPT après un viol
Dans le cas de cette maladie, s’il existe des symptômes communs pour tous les traumas, la maladie se manifeste de façon différente en fonction de l’évènement. En France, une femme est victime de viol toutes les sept minutes. Et comme le rappelle Emmanuelle Piet du Collectif féministe contre le viol dans une interview récente, 70 % des victimes de viols sont atteintes du syndrome de stress post-traumatique.

### TSPT périnatal
La grossesse et la naissance sont généralement connotées positivement et pourvoyeuses de bonheur dans l’imaginaire collectif. L’accouchement est l’un des évènements marquants de la vie, auquel chaque société accorde une attention médicale, sociale et culturelle particulière. En périnatalité, le psychisme maternel est modifié par ce que les cliniciens nomment la transparence psychique, état de sensibilité particulier, qui prépare la future mère à la rencontre de son enfant et à la compréhension de ses besoins. Associé à des modifications hormonales et physiques, il peut aussi rendre l’accouchée plus vulnérable aux complications psychiques. Ces dernières, sont de nature diverse : anxiété, dépression, état de stress post-traumatique, troubles relationnels mère-enfant, difficultés conjugales, etc. Dans un certain nombre de cas, dont la prévalence est difficilement estimable (selon certains auteurs jusqu’à 20 à 30 %), les femmes évoquent leur accouchement comme une expérience traumatique. L’état de stress posttraumatique (ESPT) est un trouble psychiatrique qui peut faire suite à un stress d’une particulière intensité. Il concernerait 3 % des femmes en périnatalité. Il peut apparaitre à tout moment de la grossesse, de la naissance, dans le postpartum ou être préexistant.

### Toxicomanie
L'alcoolodépendance et d'autres addictions peuvent être des facteurs aggravants du TSPT. Néanmoins les addictions semblent plutôt être une conséquence du TSPT (comorbidité fréquente), la personne cherchant ainsi à s'anesthésier et à apaiser ses symptômes très invalidants et sources de grande souffrance. La guérison d'un trouble de stress post-traumatique ou d'autres troubles anxieux peut être limitée ou la condition peut empirer, à cause d'abus ou d'une prise excessive de médicaments. Résoudre ces problèmes d'addiction permet une nette amélioration de la santé mentale du patient et de son degré d'anxiété,.

### Traumatisme crânien
Des personnes ayant subi un traumatisme crânien léger sont plus susceptibles de développer un TSPT.
Une difficulté existe par ailleurs pour les traumatisés crâniens car un traumatisme crânien reste un handicap invisible et est alors difficilement expertisé.

### Circoncision rituelle
Une étude effectuée en 2000 sur plus de 1 000 garçons philippins ayant fait l'objet d'une circoncision rituelle (hors d'un environnement médical) a montré que plus de la moitié d'entre eux ont souffert de TSPT après leur circoncision.

## Traitements

### Prévention
Confrontées aux victimes de catastrophes naturelles (éruptions volcaniques, incendies, inondations, tremblements de terre), de catastrophes socio-politiques (guerre ou terrorisme), d’accidents comportant des dizaines, des centaines, des milliers de victimes ou encore d’actes criminels, les institutions sociales ont mis en place des services d’aide médicale et psychologique aux « victimes directes », ainsi qu’aux amis et proches parents de ces victimes directes et aux témoins de première main. Par leur relation affective avec les victimes directes et leur position dans l’événement dramatique, les amis, parents et témoins sont dans la catégorie des « victimes indirectes », parce qu’ils sont secoués ou choqués par le même événement que les victimes directes, mais différemment et indirectement[réf. nécessaire].
Au Canada et aux États-Unis, les victimes directes et indirectes sont immédiatement traitées en urgence par des institutions sociales appropriées, des « grandes » fusillades de la violence urbaine aux « petits » faits divers de la violence familiale[réf. nécessaire]. Il suffit d'un appel téléphonique au « 911 » des urgences et la police arrive, fait son constat et dirige vers les services appropriés à la situation. Pour des situations plus singulières, le TSPT est toujours pris au sérieux[réf. nécessaire].
Des protocoles d'intervention post évènements critiques ont été développées pour action de groupe ou en individuel à la suite d'un accident ou d'une catastrophe. Ces protocoles ont pour objectif de réduire significativement le risque de développer des troubles chroniques, comme le defusing, le débriefing, ou encore des protocoles EMDR spécifiquement adaptés comme l'IGTP enfants ou adultes, le R-TEP ou l'EGU (protocole EMDR de groupe d'urgence). Les protocoles de groupe permettent de traiter rapidement et efficacement un grand nombre de personnes.

### Traitement par psychothérapie
Les traitements par psychothérapie sont proposés en première intention et ce quel que soit le délai écoulé depuis le ou les évènements traumatiques. Ils ont pour objectif de faire disparaitre toute la symptomatologie post-traumatique et de permettre ainsi à la victime de retrouver le statut antérieur. En cas d'absence d'amélioration ou d'amélioration limitée, il convient de faire une réévaluation du diagnostic, ou de changer de thérapie, ou de changer de praticien, ou encore d'intensifier la thérapie (des médicaments pourront alors être proposés en complément).

#### Thérapie cognitivo-comportementale
Plusieurs formes de TCC semblent utiles pour traiter le TSPT. Par exemple, l’entraînement à la prévention du stress impliquant des exercices de respiration, de l’entraînement à la relaxation, l’interruption des pensées négatives, le jeu de rôles et la restructuration cognitive sont aussi des techniques de TCC dont l’efficacité a été prouvée pour réduire les symptômes du TSPT. La thérapie par « imagerie mentale » (c’est-à-dire l’imagerie impliquant de revivre le traumatisme), ou thérapie d'exposition répétée, permet également une réduction significative des symptômes. Enfin, une thérapie de groupe par TCC, conçue pour corriger des perceptions distortionnées du traumatisme initial à travers la narration écrite par le patient de son expérience traumatique semble prometteuse. Cependant, dans certains cas l’exposition peut augmenter au lieu de diminuer les symptômes, alors le patient et le thérapeute doivent travailler de très près et surveiller les progrès.

#### EMDR
L'EMDR est une thérapie qui a été découverte par Francine Shapiro en 1987 et qui dès le départ a fait l'objet d'études contrôlées. Ses résultats semblent actuellement suffisamment probants puisque son efficacité est reconnue notamment par l'OMS (2013) et en France par l'INSERM (2004 ; 2015),, la Haute Autorité de santé (2007), l'American Psychiatric Association (2004), et le National Institute for Clinical Excellence du Royaume-Uni (2005). Elle apparaît donc actuellement comme une thérapie de choix pour tout ce qui relève de la psychotraumatologie.
Par bien des aspects, l'EMDR apparaît comme une thérapie intégrative. En effet, elle semble mettre en action d’une manière originale et simultanément à la fois des aspects psychodynamiques, cognitifs, comportementaux, émotionnels, corporels et sensoriels. Son originalité tient pourtant principalement dans ce dernier point. Il semblerait que la stimulation sensorielle oculaire, tactile ou sonore, de l’information dysfonctionnelle d’origine traumatique permette de remettre en route son traitement et son classement dans une mémoire explicite/narrative plutôt que dans une mémoire implicite/motrice (Francine Shapiro). Les travaux de Jacques Roques, et d'autres, complètent par ailleurs ces explications en faisant intervenir des mécanismes cérébraux propres aux systèmes limbiques et corticaux, ainsi qu’au système nerveux autonome[réf. nécessaire].

#### Thérapie interpersonnelle
Plusieurs études insistent sur l'intérêt de la thérapie interpersonnelle dans la prise en charge du TSPT. Althobaiti établit la TIP comme très prometteuse. Son intérêt remarquable consiste à ne pas nécessiter d'exposition au souvenir traumatique, ce qui l'amène à être recommandée par le Departement of Veterans Affairs, Departement of Defense (USA, 2017). La TIP est utilisable en aigu, chronique, individuel ou en groupe. Les études laissent penser que la TIP montrerait une plus-value importante pour les patients souffrant de psychotraumatisme d’origine sexuelle et chez les militaires et vétérans.
Dans les TSPT sévères, l'arrêt de la prise en charge semble aussi moins fréquent.

#### Hypnose
Les traitements par l'hypnose ont également été évalués par l'INSERM. Ce rapport met en lumière deux choses. Tout d'abord, l'efficacité de l'hypnose selon les normes d'evidence based medicine est décevante dans l'indication du TSPT. Il est donc impossible de considérer l'hypnose comme une approche ayant une efficacité scientifiquement prouvée dans cette indication. Toutefois, l'INSERM souligne les bénéfices de l’hypnose tels que formulés par les patients, mais difficilement évaluables. En conséquence, le rapport précise d'ailleurs la nécessité de nouvelles études, respectant mieux les standards méthodologiques.
L'utilisation des submodalités (technique PNL) ou le traitement hypnotique des phobies sont particulièrement indiqués, mais n'a pas prouvé scientifiquement son efficacité. L'objet de ce dernier, sous hypnose, est basé sur une double dissociation, mettant entre parenthèses l’événement traumatique, voir les travaux de Richard Bandler[réf. nécessaire].

#### Méditation transcendantale
La conclusion d'un article de 2015 du Journal of the American Medical Association appelle à de nouvelles approches et souligne le fait que les deux tiers des anciens combattants atteints du SSPT sont incapables de se libérer des symptômes du SSPT en dépit des traitements conventionnels. La recherche a montre que la pratique de la méditation transcendantale (MT) entraîne une réduction significative des symptômes du SSPT dans un court laps de temps. 
La méditation transcendantale pourrait être utile pour soulager les symptômes du TSPT chez les anciens combattants. Mais de nombreux vétérans qui souffrent de TSPT ne cherchent pas de traitement, probablement en raison de la stigmatisation de la maladie mentale et de son impact potentiel sur l'avancement de carrière, comme le dit Norman E. Rosenthal. La méditation fait se sentir plus responsable de son bien-être que les autres traitements : « je voulais remédier à cela, mais je sentais que je devais le faire moi-même », « c'est une attitude qui nous est familière dans l'infanterie ».
La méditation transcendantale démontre son efficacité au cours des états anxieux ainsi que dans le traitement du trouble de stress post-traumatique avec une efficacité plus marqué dans les anxiétés plus importantes, permettant la réduction et parfois l'arrêt des psychotropes,,.

#### Ludothérapie
(juin 2014).
Le jeu, si naturel chez l’enfant et l’adulte, peut être un puissant instrument thérapeutique. La ludothérapie émerge du cadre psychodynamique et de la croyance en la valeur cathartique du jeu associée au rôle actif du thérapeute dans la détermination de l'orientation et des sources de la thérapie (Schaffer et O'Connor, 1983). Encouragé par les trouvailles d'Anna Freud et par l'idée de compulsion de répétition de Sigmund Freud et David Levy (1939, cité par Gil, 1991) ont introduit[Qui ?] le concept de « thérapie de relâchement » pour des sujets qui ont vécu un drame. Levy (1939) serait l’un des premiers à avoir eu recours au jeu dans un but thérapeutique. Il a aidé les patients à recréer l'événement traumatique en jouant la scène leur permettant de mieux assimiler les mauvaises pensées et les sentiments néfastes associés au drame. Levy était toutefois opposé à l'usage de cette technique en début de thérapie, avant l'établissement d'un solide lien de confiance et de complicité. De plus, il prenait soin de ne pas inonder le patient d'un flux important d'émotions qui l'empêcherait de les assimiler.
Selon Gil (1991), le but fondamental de cette thérapie est de fournir à l'enfant une expérience correctrice et réparatrice, en particulier, une expérience d'interactions sécuritaires et appropriées qui conduisent à un sentiment de confiance, de sécurité et de bien-être. Pour Sours (1980, cité par Gil, 1991), la psychothérapie chez un enfant est une relation entre un enfant et un thérapeute dont le but premier est la résolution des symptômes pour arriver finalement à une stabilité adaptative.

### Traitements médicamenteux
Les traitements médicamenteux peuvent être indiqués dans les cas de trouble chronique durant plus de un an, et pour lesquels une comorbidité est associée (la dépression est très souvent présente dans les troubles de stress post-traumatiques chroniques).

#### Antidépresseurs
Les antidépresseurs de types ISRS sont proposés en première ligne,. Ceux évalués sont le citalopram, l'escitalopram, la fluoxétine, la fluvoxamine, la paroxétine, et la sertraline,. Les antidépresseurs tétracycliques font preuve d'une relative efficacité[réf. nécessaire]. Il faut en revanche éviter d'administrer des molécules psychostimulantes (activant directement ou indirectement les récepteurs mono-aminergiques), telles que des antidépresseurs ISRS ou IRSNa, chez un traumatisé : cela peut aggraver ses troubles[source insuffisante].

#### Bêta-bloquants et alpha-bloquants
Les bêta-bloquants, tels que le propranolol ainsi que les alpha-bloquants tels que la prazosine sont eux, particulièrement efficaces. Concernant le propranolol, il est à l'étude pour empêcher dès le début la formation d'un TSPT. Pour cela, il faudrait administrer cette molécule aussitôt après que l'événement potentiellement traumatisant a été subi. En diminuant immédiatement les libérations et fixations d'adrénaline[réf. nécessaire], le propranolol pourrait réduire la charge anxieuse spontanée et initiale de l'événement et ainsi, limiterait voire empêcherait la constitution de souvenirs anxiogènes et récurrents liés à cet événement. La prescription de bêta-bloquant à la demande, à l'issue de chaque reviviscence du stress post-traumatique, pourrait éviter le recyclage mémoriel de la charge émotionnelle de l'événement originel stressant. Ainsi serait progressivement atténué l'effet chronique de ce stress. Certains sites Internet tels que Carrot Of Hope recommandent de combiner une molécule alpha-bloquante et une molécule bêta-bloquante (telle que le propranolol).

#### Agonistes alpha 2
Les agonistes du récepteur alpha-2 à la noradrénaline, tels que la clonidine, peuvent être utiles car ils diminuent les taux d'adrénaline et de noradrénaline, aidant ainsi à combattre certains symptômes de cette maladie.

#### Anti-histaminiques
Les antihistaminiques (hydroxyzine et cyproheptadine notamment), la trazodone et ses dérivés pourraient être utiles[réf. nécessaire].

#### Neuroleptiques
Certains antipsychotiques comme la quetiapine s'avèrent relativement efficaces pour mettre à l'écart la plupart des symptômes comme les comportements d'évitement, les réminiscences et les pensées intrusives. Toutefois, leur efficacité est limitée et l'effet antidopaminergique peut faire apparaître de nouvelles angoisses (akathisie)[réf. nécessaire]. Lorsque s'ajoutent des troubles du comportement (tels que de l'agitation), un neuroleptique plus sédatif comme la loxapine peut être consommé de manière ponctuelle au moment où ces troubles du comportement se déclarent.

#### Psychothérapie assistée par MDMA
La MDMA est aujourd'hui étudié aux États-Unis dans le cadre d'une utilisation médicale en tant que traitement pour le PTSD.
Le MAPS, Multidisciplinary Association for Psychedelic Studies, qui étudie le potentiel thérapeutique des drogues psychédéliques (LSD, psilocybine,,, ibogaïne, ayahuasca…), a mené les deux premières phases d'essais avec des résultats convaincants. En effet, après prise unique (les participants recevant soit un placebo, soit de la MDMA) 83 % des participants n'étaient plus considérés comme souffrant de PTSD, et ce les deux mois suivants la prise. L’expérience était précédée et suivie de séance de psychothérapie cette fois-ci sans substance, et il a été noté qu'au cours du temps les résultats restent stables : plus de trois ans et demi après la séance, les personnes confirmaient l'effet bénéfique de l’expérience sur leur vie.
Dans cette étude, la MDMA utilisé est pure, son utilisation et sa synthèse ont été contrôlées. La phase 3 de l'étude ayant été approuvée par la FDA, la MDMA pourrait être la première substance psychédélique (bien qu'il s'agisse plus précisément d'un empathogène) réintroduite en 2021  dans le milieu médical, administré par des psychiatres et médecin formés à la thérapie psychédélique, une première depuis la vague de prohibition des psychédéliques dans les années 1960.
Dans son livre Acid Test: LSD, Ecstasy, and the Power to Heal, Tom Shroder raconte le combat mené par le MAPS et de nombreux autres médecins pour obtenir à nouveau le droit d'utiliser cette substance prometteuse et son potentiel thérapeutique, au travers de trois personnes, Rick Doblin fondateur et actuel directeur du MAPS, Nicholas Blackstone ancien soldat victime d'un PTSD après une mission en Afghanistan, et Michael Mithoefer, psychiatre ayant participé à l'étude sur le traitement MDMA.

## Filmographie

### Documentaires
- Sans blessures apparentes de Franck Dhelens, Jean-Paul Mari , 2010[91] ; témoignages de militaires, journalistes, humanitaires ayant eu des troubles de stress post-traumatique.
- Neurosciences - En finir avec la peur[92], Arte

### Fictions
- Jimmy P. (Psychothérapie d'un Indien des Plaines), 2013
- La Beauté du monde de Cheyenne Carron, 2021
- Shell shock de Magali Mougel, 2019

### Autres
- PSYCHOPTIK #1bis[93] : le traitement du PTSD.
- Les fragments d'Antonin, 2006

### Autres sources
- Article sur le SSPT, rubrique Le Cerveau à tous les niveaux sur le site www.lecerveau.mcgill.ca - consulté le 22 février 2015.